# Giovanna Scoccimarro
Giovanna Scoccimarro (ur. 10 listopada 1997) – niemiecka judoczka, srebrna medalistka Mistrzostw Europy 2017, brązowa medalistka mistrzostw Niemiec (2017). Piąta na Letnich Igrzyskach Olimpijskich w 2020 i brązowa medalistka w drużynie.